# Kościół w Havdhem
Kościół w Havdhem – świątynia należąca do diecezji Visby Kościoła Szwecji. Znajduje się w południowej części Gotlandii.

## Architektura
Najstarsze części tego kościoła są datowane na pierwszą połowę XII wieku. Mimo to na pobliskim cmentarzu odkryto groby z okresu, gdy chrześcijaństwo przybywało dopiero na Gotlandię, a więc z XI wieku. Najstarszą częścią świątyni jest prezbiterium. Portal do niego prowadzący wybudowano w XIII wieku. Nawa powstała około 1200 roku, ale pierwotnie była niższa i nieco krótsza. Prawdopodobnie powiększono ją w 1580 roku, po pożarze kościoła. Mniej więcej w czasie powstawania nawy dostawiono absydę. Wieża kościelna została pobudowana w połowie XIII wieku i wcześniej była nieco wyższa.

## Wnętrze

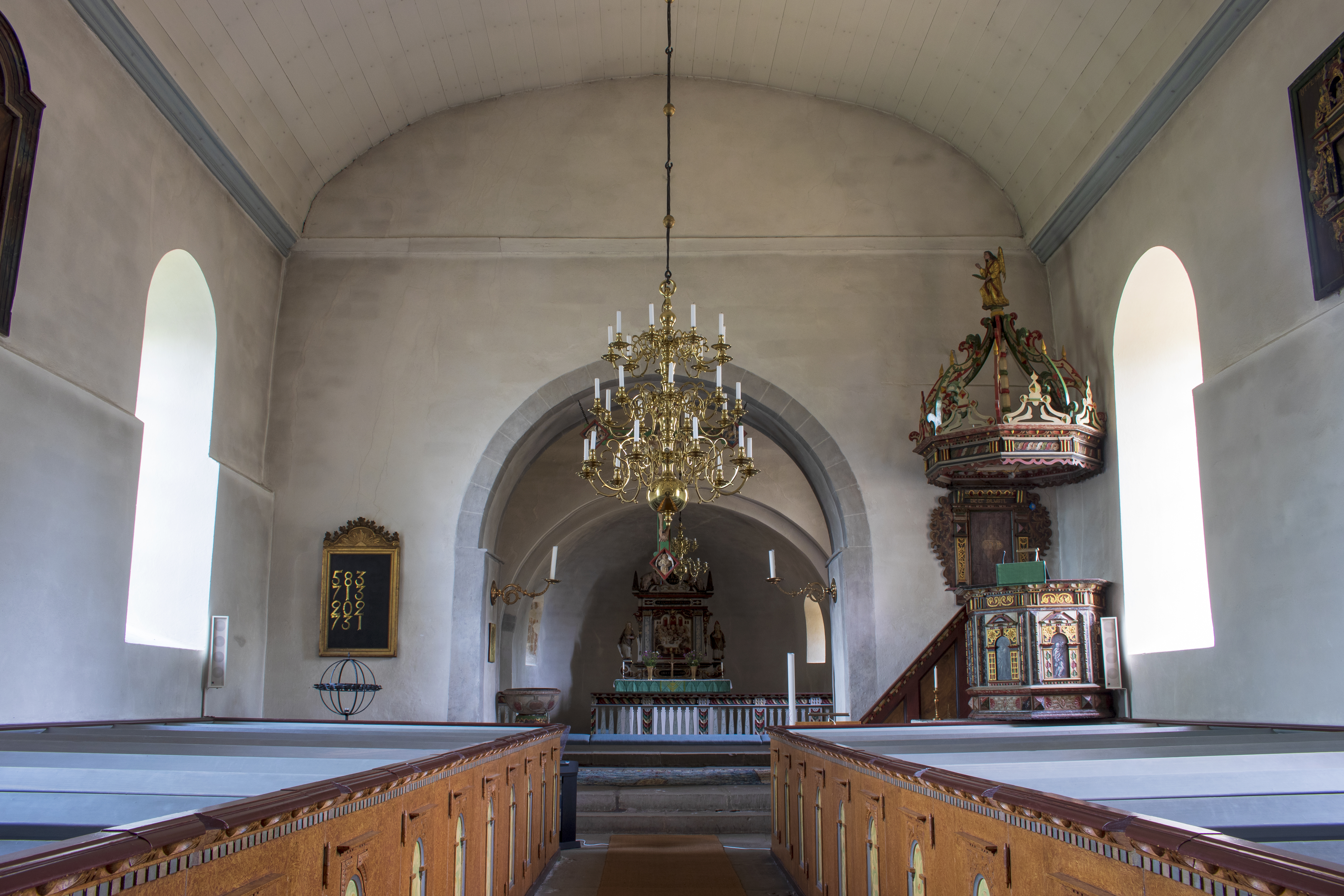
Wnętrze świątyni

We wnętrzu, w absydzie, zachowało się kilka fragmentów fresków o wyraźnych wpływach bizantyjskich. Ołtarz pochodzi z 1667 roku, ambona z 1679 roku, chrzcielnica z 1685 roku, zaś krzyż triumfalny jest dziełem XV-wiecznym. W kościele znajduje się także epitafium, prawdopodobnie z XVII wieku.